# Piperales

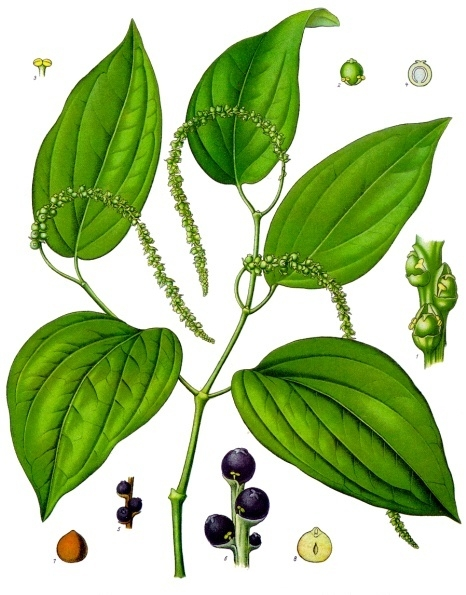
Piper nigrum

Piperales é uma ordem de plantas com flor pertencente ao clado das magnoliídeas da classe Magnoliopsida, que agrupa cerca de 4 170 espécies validamente descritas, repartidas por 3 famílias e 17 géneros. A ordem inclui necessariamente a família Piperaceae, mas outros taxa foram incluídos ou desincluídos ao longo do tempo. Plantas bem conhecidas que podem ser incluídas nesta ordem incluem a pimenta-preta, a kava, as peperomias e muitas outras espécies usadas como condimento ou especiaria.

## Filogenia e classificação

### Sistema APG
No sistema APG IV, de 2016, esta ordem é colocada no clado das magnoliídeas e é circunscrita da seguinte forma:
- ordem Piperales
família Aristolochiaceae (incluindo Asaraceae, Hydnoraceae e Lactoridaceae)
família Piperaceae
família Saururaceae

|  | Aristolochiaceae                                           |
|  |                                                            |
|  | \| \| Piperaceae \| \| \| \| \| \| Saururaceae \| \| \| \| |
|  |                                                            |
|  | Piperaceae                                                 |
|  |                                                            |
|  | Saururaceae                                                |
|  |                                                            |

|  | Piperaceae  |
|  |             |
|  | Saururaceae |
|  |             |

|  | Aristolochiaceae                                           |
|  |                                                            |
|  | \| \| Piperaceae \| \| \| \| \| \| Saururaceae \| \| \| \| |
|  |                                                            |
|  | Piperaceae                                                 |
|  |                                                            |
|  | Saururaceae                                                |
|  |                                                            |

|  | Piperaceae  |
|  |             |
|  | Saururaceae |
|  |             |

|  | Aristolochiaceae                                           |
|  |                                                            |
|  | \| \| Piperaceae \| \| \| \| \| \| Saururaceae \| \| \| \| |
|  |                                                            |
|  | Piperaceae                                                 |
|  |                                                            |
|  | Saururaceae                                                |
|  |                                                            |

|  | Piperaceae  |
|  |             |
|  | Saururaceae |
|  |             |

|  | Aristolochiaceae                                           |
|  |                                                            |
|  | \| \| Piperaceae \| \| \| \| \| \| Saururaceae \| \| \| \| |
|  |                                                            |
|  | Piperaceae                                                 |
|  |                                                            |
|  | Saururaceae                                                |
|  |                                                            |

|  | Piperaceae  |
|  |             |
|  | Saururaceae |
|  |             |

|  | Laurales    |
|  |             |
|  | Magnoliales |
|  |             |

|  | Aristolochiaceae                                           |
|  |                                                            |
|  | \| \| Piperaceae \| \| \| \| \| \| Saururaceae \| \| \| \| |
|  |                                                            |
|  | Piperaceae                                                 |
|  |                                                            |
|  | Saururaceae                                                |
|  |                                                            |

|  | Piperaceae  |
|  |             |
|  | Saururaceae |
|  |             |

|  | Aristolochiaceae                                           |
|  |                                                            |
|  | \| \| Piperaceae \| \| \| \| \| \| Saururaceae \| \| \| \| |
|  |                                                            |
|  | Piperaceae                                                 |
|  |                                                            |
|  | Saururaceae                                                |
|  |                                                            |

|  | Piperaceae  |
|  |             |
|  | Saururaceae |
|  |             |

|  | Aristolochiaceae                                           |
|  |                                                            |
|  | \| \| Piperaceae \| \| \| \| \| \| Saururaceae \| \| \| \| |
|  |                                                            |
|  | Piperaceae                                                 |
|  |                                                            |
|  | Saururaceae                                                |
|  |                                                            |

|  | Piperaceae  |
|  |             |
|  | Saururaceae |
|  |             |

|  | Aristolochiaceae                                           |
|  |                                                            |
|  | \| \| Piperaceae \| \| \| \| \| \| Saururaceae \| \| \| \| |
|  |                                                            |
|  | Piperaceae                                                 |
|  |                                                            |
|  | Saururaceae                                                |
|  |                                                            |

|  | Piperaceae  |
|  |             |
|  | Saururaceae |
|  |             |

|  | Laurales    |
|  |             |
|  | Magnoliales |
|  |             |

|  | Aristolochiaceae                                           |
|  |                                                            |
|  | \| \| Piperaceae \| \| \| \| \| \| Saururaceae \| \| \| \| |
|  |                                                            |
|  | Piperaceae                                                 |
|  |                                                            |
|  | Saururaceae                                                |
|  |                                                            |

|  | Piperaceae  |
|  |             |
|  | Saururaceae |
|  |             |

|  | Aristolochiaceae                                           |
|  |                                                            |
|  | \| \| Piperaceae \| \| \| \| \| \| Saururaceae \| \| \| \| |
|  |                                                            |
|  | Piperaceae                                                 |
|  |                                                            |
|  | Saururaceae                                                |
|  |                                                            |

|  | Piperaceae  |
|  |             |
|  | Saururaceae |
|  |             |

|  | Aristolochiaceae                                           |
|  |                                                            |
|  | \| \| Piperaceae \| \| \| \| \| \| Saururaceae \| \| \| \| |
|  |                                                            |
|  | Piperaceae                                                 |
|  |                                                            |
|  | Saururaceae                                                |
|  |                                                            |

|  | Piperaceae  |
|  |             |
|  | Saururaceae |
|  |             |

|  | Aristolochiaceae                                           |
|  |                                                            |
|  | \| \| Piperaceae \| \| \| \| \| \| Saururaceae \| \| \| \| |
|  |                                                            |
|  | Piperaceae                                                 |
|  |                                                            |
|  | Saururaceae                                                |
|  |                                                            |

|  | Piperaceae  |
|  |             |
|  | Saururaceae |
|  |             |

|  | Laurales    |
|  |             |
|  | Magnoliales |
|  |             |

|  | Aristolochiaceae                                           |
|  |                                                            |
|  | \| \| Piperaceae \| \| \| \| \| \| Saururaceae \| \| \| \| |
|  |                                                            |
|  | Piperaceae                                                 |
|  |                                                            |
|  | Saururaceae                                                |
|  |                                                            |

|  | Piperaceae  |
|  |             |
|  | Saururaceae |
|  |             |

|  | Aristolochiaceae                                           |
|  |                                                            |
|  | \| \| Piperaceae \| \| \| \| \| \| Saururaceae \| \| \| \| |
|  |                                                            |
|  | Piperaceae                                                 |
|  |                                                            |
|  | Saururaceae                                                |
|  |                                                            |

|  | Piperaceae  |
|  |             |
|  | Saururaceae |
|  |             |

|  | Aristolochiaceae                                           |
|  |                                                            |
|  | \| \| Piperaceae \| \| \| \| \| \| Saururaceae \| \| \| \| |
|  |                                                            |
|  | Piperaceae                                                 |
|  |                                                            |
|  | Saururaceae                                                |
|  |                                                            |

|  | Piperaceae  |
|  |             |
|  | Saururaceae |
|  |             |

|  | Aristolochiaceae                                           |
|  |                                                            |
|  | \| \| Piperaceae \| \| \| \| \| \| Saururaceae \| \| \| \| |
|  |                                                            |
|  | Piperaceae                                                 |
|  |                                                            |
|  | Saururaceae                                                |
|  |                                                            |

|  | Piperaceae  |
|  |             |
|  | Saururaceae |
|  |             |

|  | Laurales    |
|  |             |
|  | Magnoliales |
|  |             |

Esta é uma expansão do sistema APG, de 1998, que utilizou a mesma colocação (nas magnoliídeas) mas utilizou esta circunscrição:
- ordem Piperales
família Aristolochiaceae
família Lactoridaceae
família Piperaceae
família Saururaceae

### Anteriores sistemas de classificação
O sistema de Cronquist, de 1981, colocava esta ordem na subclasse Magnoliidae da classe Magnoliopsida (=dicotiledóneas), usando a seguinte circunscrição:
- ordem Piperales
família Chloranthaceae
família Piperaceae
família Saururaceae
família Aristolochiaceae
família Hydnoraceae

O sistema de Engler, na sua atualização de 1964, colocou a ordem na subclasse Archichlamydeae na classe Dicotyledoneae [=docotiledóneas] e usou esta circunscrição:
- ordem Piperales
família Chloranthaceae
família Lactoridaceae
família Piperaceae
família Saururaceae

O sistema de Wettstein, última versão publicada em 1935, atribuía a ordem às Monochlamydeae na subclasse Choripetalae da classe Dicotyledones. Utilizou a circunscrição:
- ordem Piperales
família Piperaceae